# Klemmhof

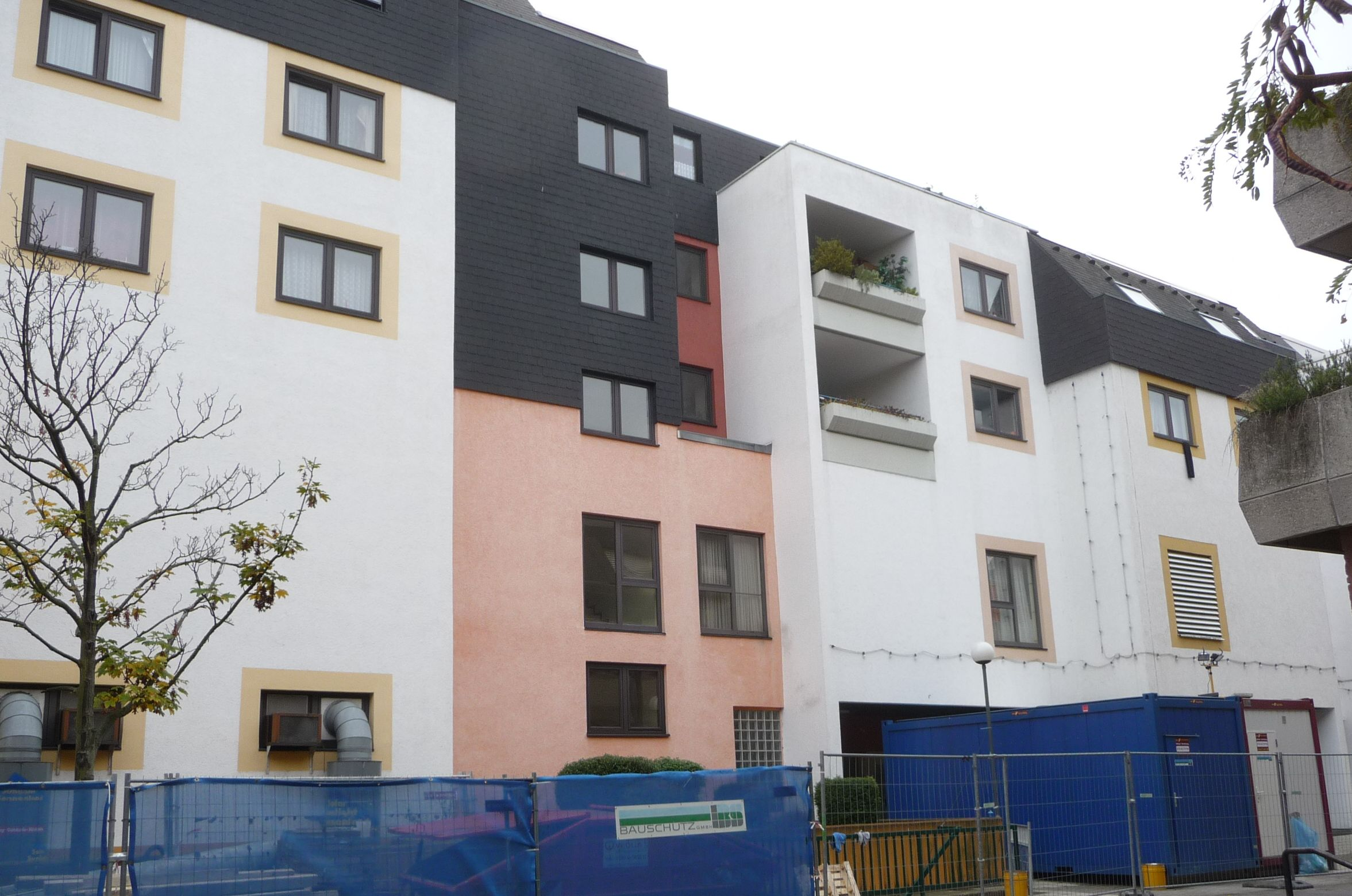
Klemmhof im November 2009

Der Klemmhof ist ein Teil des Stadtkerns der pfälzischen Stadt Neustadt an der Weinstraße (Rheinland-Pfalz). Zweimal machte er überregional Schlagzeilen: Mitte der 1970er Jahre wegen der unkonventionellen Art der Sanierung, 2009 wegen der Evakuierung sämtlicher Bewohner für mehrere Wochen, nachdem Baumängel zu Einsturzgefahr geführt hatten, und wegen des vorübergehenden Katastrophentourismus.

## Geographie
Der Klemmhof, der von mehreren schmalen Straßen und Gassen durchzogen ist, von denen die westlichste ebenfalls Klemmhof heißt, liegt als Teil der Altstadt südöstlich von deren Zentrum, das durch die Stiftskirche und den Marktplatz gebildet wird, auf etwa 136 m Höhe. Durch das Terrain floss früher offen der heute verrohrte Speyerbach und lagerte lockere Sande ab.

## Baugeschichte
| 1974–1976      | Abriss und Neuerrichtung                                                            |
| 1983           | Installation einer Pumpanlage                                                       |
| 2001           | Zivilklagen auf Rücknahme von Wohnungen                                             |
| 2002           | Gutachten: Untergrund durchweicht                                                   |
| 2003           | Zivilklagen enden mit Rücknahme von mehr als zehn Wohnungen                         |
| Sept. 2009     | Untersuchungen: Einsturzgefahr                                                      |
| 17. Sept. 2009 | Stadtverwaltung: Anordnung der Totalevakuierung                                     |
| 19. Sept. 2009 | Vollzug der Totalevakuierung                                                        |
| 11. Nov. 2009  | Stadtverwaltung: Gestattung des Wiederbezugs                                        |
| 1. Dez. 2009   | Stadtrat: Wohnungsrückkauf oder Sanierungszuschuss                                  |
| April 2010     | Auftrag an Architektenbüro: Planvarianten zur dauerhaften Abdichtung der Fundamente |
| 17. Sept. 2010 | Zwischenbilanz: Hohe Verluste und Leerstände                                        |
| 2013           | Sanierungsbeginn                                                                    |
| 2015           | Sanierungsabschluss                                                                 |

Auf Initiative des damaligen Oberbürgermeisters Wolfgang Brix wurde das historische Siedlungsgebiet am Speyerbach, wo ab dem frühen 13. Jahrhundert auch die Wasserburg der Pfalzgrafen bei Rhein gestanden hatte, zwischen 1974 und 1976 saniert. Dies geschah nicht durch Restaurierung der alten Bebauung, die im Wesentlichen aus nicht unterkellerten kleinen bis mittelgroßen Fachwerkhäusern bestand, sondern durch Abriss und anschließende Neuerrichtung mit Betonfassaden, denen ein historisierendes Aussehen gegeben wurde.
Die bis zu vier Etagen hohen Neubauten kamen über eine dreistöckige Tiefgarage zu stehen, das spätere Parkhaus Klemmhof. Dieses wurde auf Wunsch des Oberbürgermeisters zwecks Kosteneinsparung ohne „weiße Wanne“, also ohne Abdichtung gegen Grundwasser, in den Schwemmsand des Speyerbachs gegossen; die Bodenplatte liegt mehr als zehn Meter unter der Erdoberfläche. 89 Wohneinheiten in den Obergeschossen wurden als Eigentumswohnungen verkauft, ebenerdig siedelten sich entlang der Außenfronten und in einer Passage Ladengeschäfte und Dienstleistungsbetriebe an.

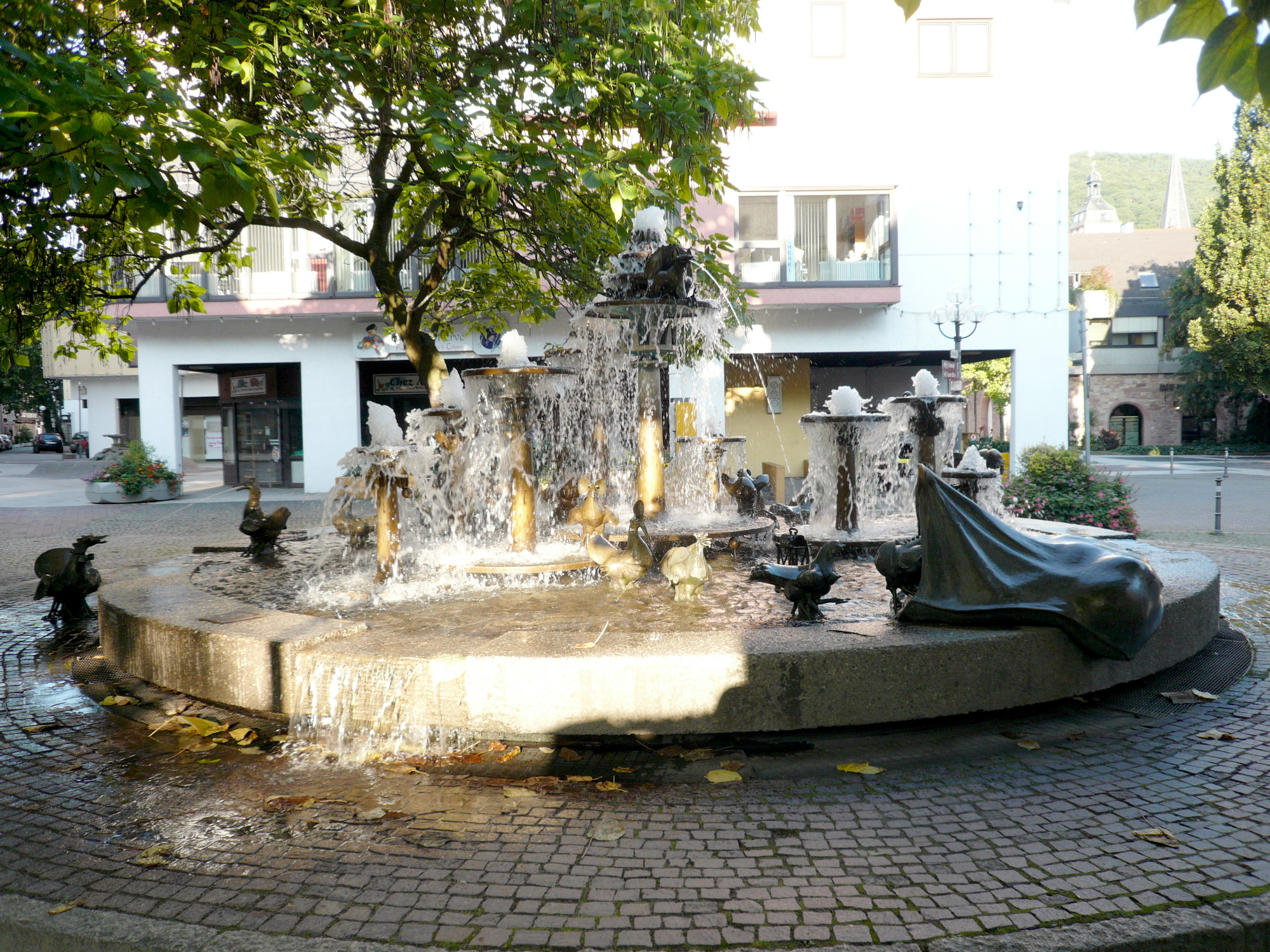
Elwetritschenbrunnen vor der Klemmhof-Ostfassade
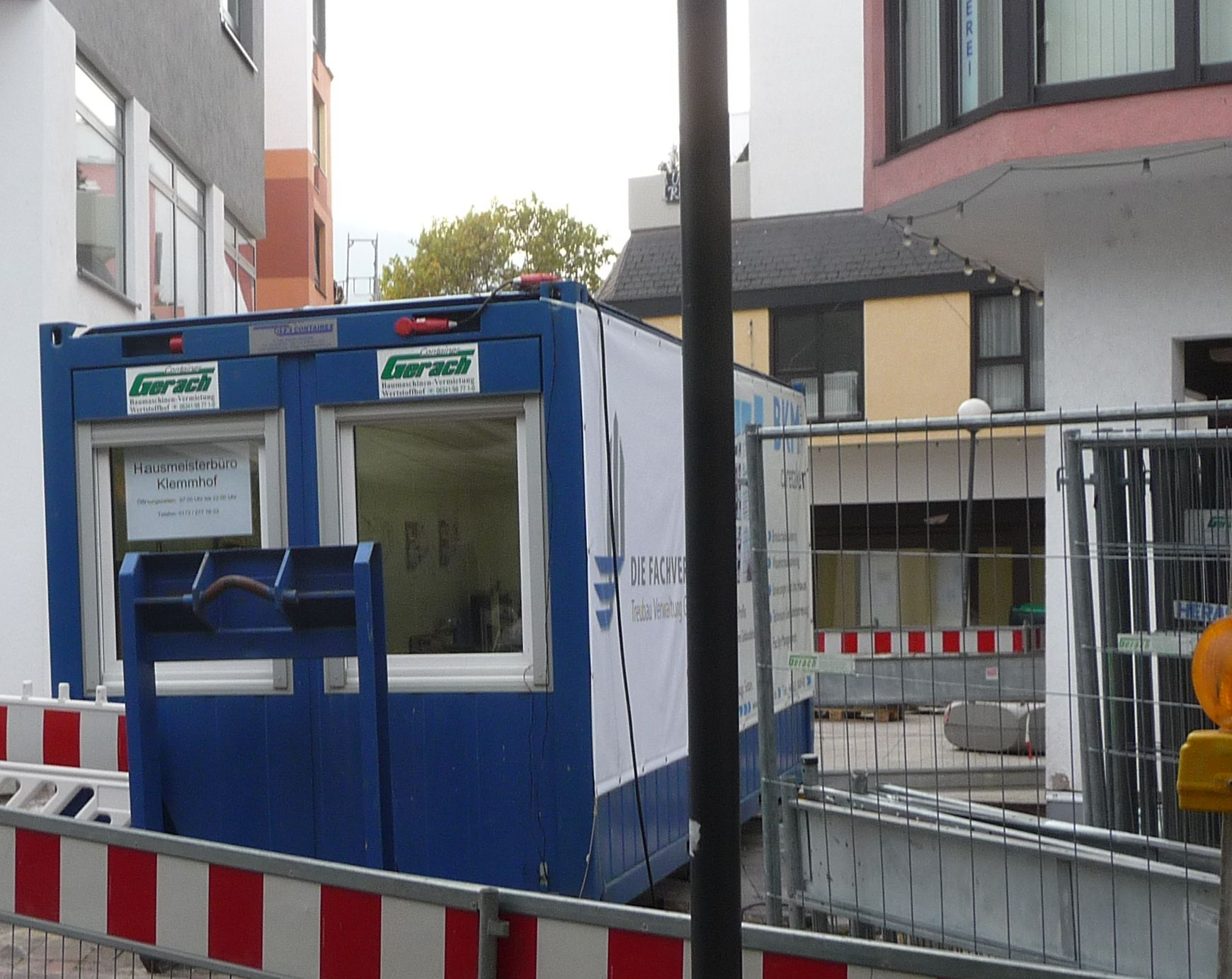
Hausmeisterbüro
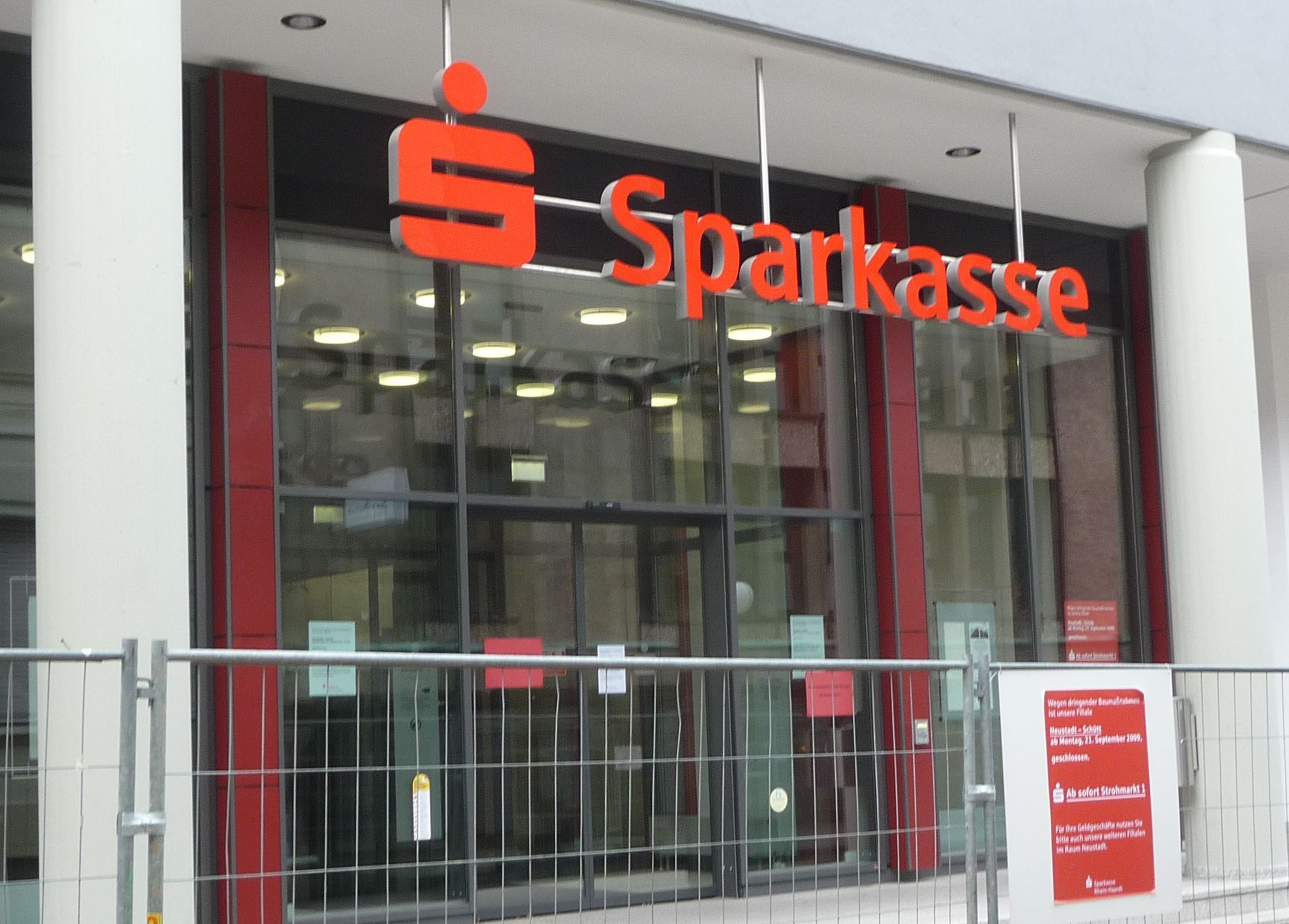
Sparkassenfiliale
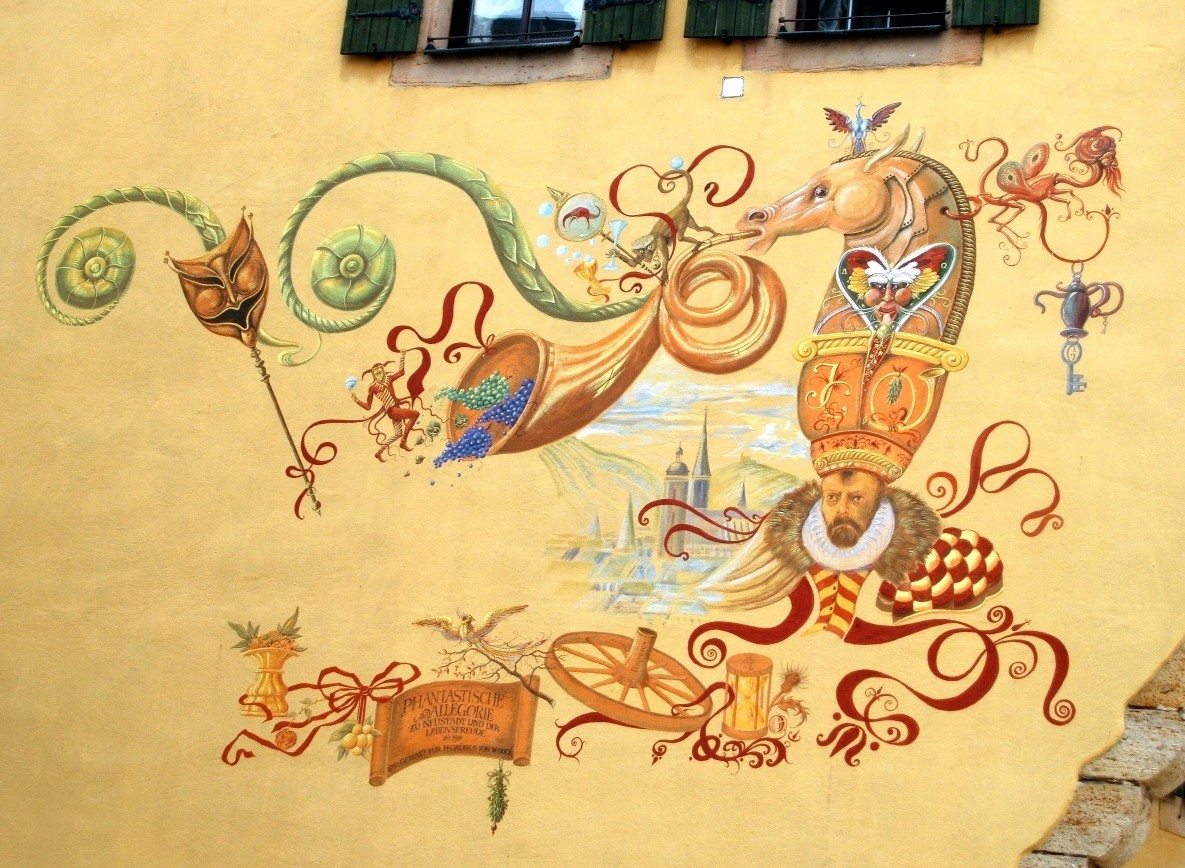
Wandgemälde von Werner Holz am Rand des Klemmhofs

## Der „Fall Klemmhof“

### Wasserschäden
Nachdem spätestens seit 1983 eine Pumpanlage eindringendes Grundwasser aus der Tiefgarage befördern musste, erweiterte sich die Kritik an den Verantwortlichen über die kulturellen Aspekte hinaus auch auf Baumängel; doch mehr als 30 Jahre lang ereignete sich nichts Besonderes.
Dann wurden im September 2009 Unterspülungen und ältere Setzungen der Fundamente sowie eine vollständige Durchweichung des Untergrunds bekannt. Diese Untersuchungsergebnisse waren allerdings bereits in einem Gutachten von 2002 festgehalten, das von der seinerzeitigen Hausverwaltung jedoch geheim gehalten wurde. Bei den Untersuchungen von 2009 stellten Experten fest, dass die Pumpen seit Jahren auch feinste Bodenbestandteile angesaugt und mittlerweile eine völlige Entmischung des Untergrunds bewirkt hätten; es wurde daraus geschlossen, künftig seien erdbebenähnliche Erschütterungen möglich.

### Evakuierung
Am 17. September 2009 verfügte die Stadtverwaltung unter Oberbürgermeister Hans Georg Löffler eine Sperrung des gesamten Komplexes und die Evakuierung aller etwa 130 Bewohner. Diese kamen bei Verwandten, in Hotels oder in Notunterkünften der Stadt unter. Alle Einrichtungen mit Publikumsverkehr, darunter eine Sparkassenfiliale und die Stadtbücherei samt dem Stadtarchiv, wurden geschlossen.
Zunächst galt die Räumung für zwei bis sechs Wochen ab dem 19. September. In dieser Zeit sollten 40 Spezialisten rund um die Uhr in zwei Zwölfstunden-Schichten den Untergrund mit etwa 90 größeren Betoninjektionen stabilisieren. Am 28. September traten jedoch Setzungen der Fundamente auf, die zwar im Millimeterbereich lagen, aber die unter Tage Beschäftigten gefährden konnten. Nach einem dreistündigen Baustopp zwischen 13 und 16 Uhr wurden die Arbeiten wieder aufgenommen, am Folgetag jedoch in dieser Form auf Dauer eingestellt; denn die Durchweichung des Untergrunds reichte tiefer als angenommen, so dass das Einpumpen von Beton ohne Wirkung blieb. Es hieß, zur wirksamen Entwässerung müssten Brunnen gebohrt werden.
Um die Zeit des Monatswechsels September/Oktober 2009 verlautete, Untersuchungen und Gutachten, die mehrere Monate in Anspruch nehmen würden, sollten über das weitere Schicksal des Klemmhofs entscheiden: Sanierung oder Abriss. Wenn überhaupt, könnten die evakuierten Bewohner nicht vor dem Frühjahr 2010 mit der Rückkehr in ihre Wohnungen rechnen. Zwischenzeitlich sei das Betreten der Gebäude nur in Notfällen und in Begleitung von Feuerwehrleuten kurzzeitig gestattet, Auszüge mit Mobiliar seien derzeit gänzlich ausgeschlossen.

### Wiedereinzug und Stabilisierung
Am 11. November 2009 gab Oberbürgermeister Löffler überraschend bekannt, die Erprobung eines alternativen technischen Verfahrens sei erfolgreich gewesen; mit sogenannten „Elefantenfüßen“ aus Beton könnten im Jahre 2010 die fünf hauptsächlich unterspülten Fundamente stabilisiert werden. Dabei wird im Unterschied zu dem ersten getesteten Verfahren der Beton mittels eines Ischebeck-Bohrankers gezielt unter die Fundamente gepresst, so dass dort beim Aushärten ein nach unten breiterer Kegelstumpf entstehen kann, eben der „Elefantenfuß“. Untersuchungen aller 90 Fundamente hätten zudem ergeben, dass das ursprünglich befürchtete Setzungsrisiko des gesamten Baukomplexes doch nicht bestehe, so dass die zwangsgeräumten Wohnungen und Geschäfte sofort wieder und auf Dauer bezogen werden dürften.

### Kosten und Rechtsfolgen
Über die Frage, wer die Sanierungskosten tragen solle, gingen die Meinungen stark auseinander. Es wurde spekuliert, vor allem hinsichtlich der Haftung für Baumängel könnte nach mehr als 30 Jahren Verjährung eingetreten sein. Das ARD-Fernsehen informierte darüber aus dem SWR-Studio Ludwigshafen unter dem Titel Neustadt: Klemmhof – Wer trägt am Ende die Sanierungskosten? am 22. September 2009. Weil später sogar ein Totalabriss des Baukomplexes in die Diskussion eingebracht wurde, wurde das Video über die Sendung aus dem Netz genommen. Anfang Oktober 2009 wurde bekannt, dass vorläufig jeder Wohnungseigentümer monatlich mit etwa 1000 Euro an den Kosten für die Sanierung – inklusive der im September 2009 fehlgeschlagenen – beteiligt werde.
Nachdem schon zwischen 2001 und 2003 Klemmhof-Wohnungskäufer wegen der ihnen beim Vertragsabschluss verschwiegenen Mängel auf Wandelung geklagt hatten, hatte die Wohnungsbaugesellschaft (WBG) mehr als zehn Wohnungen zurückgenommen, bevor es zu Gerichtsurteilen kam. 2009 forderten mindestens zwölf weitere Eigner die Rückgängigmachung ihrer Kaufverträge; der Parkhauskäufer erwog dies ebenfalls. Doch die Gesellschaft erklärte, diesmal die Prozesse bis zum Ende führen zu wollen.
Im November 2009 wurde im Stadtrat bekanntgegeben, durch die Stadt Neustadt und das Land Rheinland-Pfalz würden Modelle geprüft, um „Kleinanlegern“ – gemeint sind die Eigentümer einzelner Wohnungen – finanziell zu helfen.
Am 1. Dezember 2009 beschloss der Stadtrat, den Wohnungseigentümern ein Rückkaufangebot zum Preis der 1970er Jahre zu unterbreiten; zu diesem Zweck werde für die WBG eine Ausfallbürgschaft des Landes Rheinland-Pfalz angestrebt. Bleibewillige Eigentümer könnten alternativ einen Einmalzuschuss von 500 Euro zu den Sanierungskosten beantragen.
Ein Jahr nach der vorübergehenden Evakuierung betrugen die Verluste der WBG durch Rückkäufe und Sanierungszuschüsse rund 7 Millionen Euro. Zudem stand der größte Teil der schon vor der Krise nur lückenhaft genutzten Gewerbe- und Geschäftsflächen im Erdgeschoss leer, so dass auch die Pachteinnahmen stark rückläufig waren.

### Der weitere Weg
Im April 2010 beauftragte die Eigentümergemeinschaft ein Karlsruher Architektenbüro, Planungsvorschläge für eine dauerhafte Lösung der baulichen Probleme des Klemmhofs zu erarbeiten, vor allem in Bezug auf die Abdichtung des 3. Untergeschosses gegen Grundwasser und auf die dauerhafte Sicherung der Fundamente. Nach Abschluss der Vorplanung von sechs möglichen Varianten erhielt das Büro den Auftrag, die Probleme mittels der von ihm vorgeschlagenen Horizontaldrainage zu beheben: Unter einer neuen Bodenplatte wurde ein qualifizierter Unterbau errichtet, in dem Drainageleitungen liegen, die das Grundwasser wegführen. Nach der Ausführungsplanung, der Erstellung der Leistungsverzeichnisse und der Detailplanung begannen 2013 die Herstellung der neuen Entwässerung und die Renovierung des 3. Untergeschosses. Seit 2015 stehen die dortigen Parkflächen wieder zur Verfügung.